# 禄貴人
禄貴人（ろくきじん、生年不祥 - 乾隆54年（1789年）閏5月5日）は、清の乾隆帝の妃嬪。姓は陸氏。蘇州の漢民族出身。死後は家族鑲黄旗包衣第五参領第十管領に引き上げられた。

## 生涯
陸氏の生年は不詳だが、誕生日は9月23日 であった。

### 初封と昇進
乾隆25年（1760年）11月14日、陸氏は禄常在に封じられた。
乾隆帝は晩年、「乾隆30年以前の後宮には、南方から献上された女性が数名いた」と述べており、陸氏も南方の官員によって献上された一人であったと考えられる。
乾隆40年（1775年）3月22日、14年間 「常在」の位にあった陸氏は、同じく漢人出身の明常在と共に昇進し、「禄貴人」（陸貴人）となった。

### 降格と特別な賞賜
乾隆41年（1776年）初頭、後宮には貴人の位に3人の妃嬪がいたが、数か月後には2人に減少していた。
このため、陸氏は乾隆41年（1776年）1月～6月の間に、貴人から「禄常在」に降格 されたと推測される。
しかし、乾隆43年（1778年）7月8日 に、皇帝は禄貴人に誕生日の祝いとして150両を授与。
また、乾隆44年（1779年）5月1日 にも、同じく150両が授与された。

### 晩年と病気
乾隆48年（1783年）以降、禄貴人は 「気虚痰厥（慢性的な体力低下と気絶を伴う病）」 により、意識を失い、極度の虚弱状態に陥った。
さらに 「痿痺（神経疾患による手足の麻痺）」 に長年苦しみ、手足の自由が利かず、激しい痛みに悩まされる、発汗が異常に多い、風邪をひきやすい、経脈の栄養が滞る（血行不良による衰弱）などの症状を抱えていた。
乾隆54年（1789年）閏5月5日、陸貴人は突然 「脈が停止し、意識不明、呼吸困難」 に陥ったため、通関散（救急用の薬）、牛黄清心丸（脳卒中や意識障害用の薬）、清金錠（肺の病を鎮める薬）、星香化痰湯（気道の痰を取り除く薬）、十香返魂丹（強力な蘇生薬）などの薬で緊急治療が行われたが、効果なく、同日丑時（午前1時～3時）に薨去 した。
葬儀は「貴人」の格式で行われ、
貝勒（王族の高位）以下、子爵以上の貴族、貝勒福晋（貴族の正妻）以下、子爵の妻以上の女性貴族が集まって弔問した。

### 埋葬
乾隆56年（1791年）12月12日、陸貴人の棺が清東陵へ移送された。
12月17日、翌日の埋葬に先立ち、宮廷で正式な祭礼が行われた。
12月18日、陸貴人の棺は、順貴人の棺と共に清東陵の裕陵妃園寢に埋葬された。

## 家族
禄貴人の家族は、普段は非常に慎ましやかに暮らしていた。
乾隆43年（1778年）、乾隆帝は大臣・舒文に次のように指示した。
　「陸常在に親族がいるかどうか調べ、適切に対応せよ。彼らが行き場を失うことがないようにする一方で、目立って問題を引き起こすことも避けるように」。
舒文は蘇州に戻って調査を行い、以下のように奏上した。
```
「陸常在には現在、実母の繆氏が存命であり、すでに嫁いだ長女と外甥娘3人とともに暮らしております。その他に親族はおらず、普段は非常に静かに過ごしております」。
```

また舒文は乾隆帝に次のように約束した。
```
「将来、乾隆45年（1780年）に皇帝が南巡された際も、禄常在の家族が道中に出迎えたり、恩恵を乞うような行動をしないよう、厳重に管理いたします」。
```

その後、乾隆54年（1789年）10月9日、禄貴人の家族は正式に旗人（満洲の八旗制度に組み入れられる）となった。

### 禄貴人陸氏の家族構成
- 母：繆氏
  - 姉：元・披甲人（満洲正規兵）周森の妻
    - 外甥（姉の息子）：周発（披甲人）、周煜（披甲人）
      - 外甥の子（姉の孫）：周寧河（披甲人）、周長河（幼丁：若年の兵士）、周太河（幼丁）

## 伝記資料
- 『清史稿』
- 『内務府奏案』